# Dorfkirche Daasdorf a. Berge

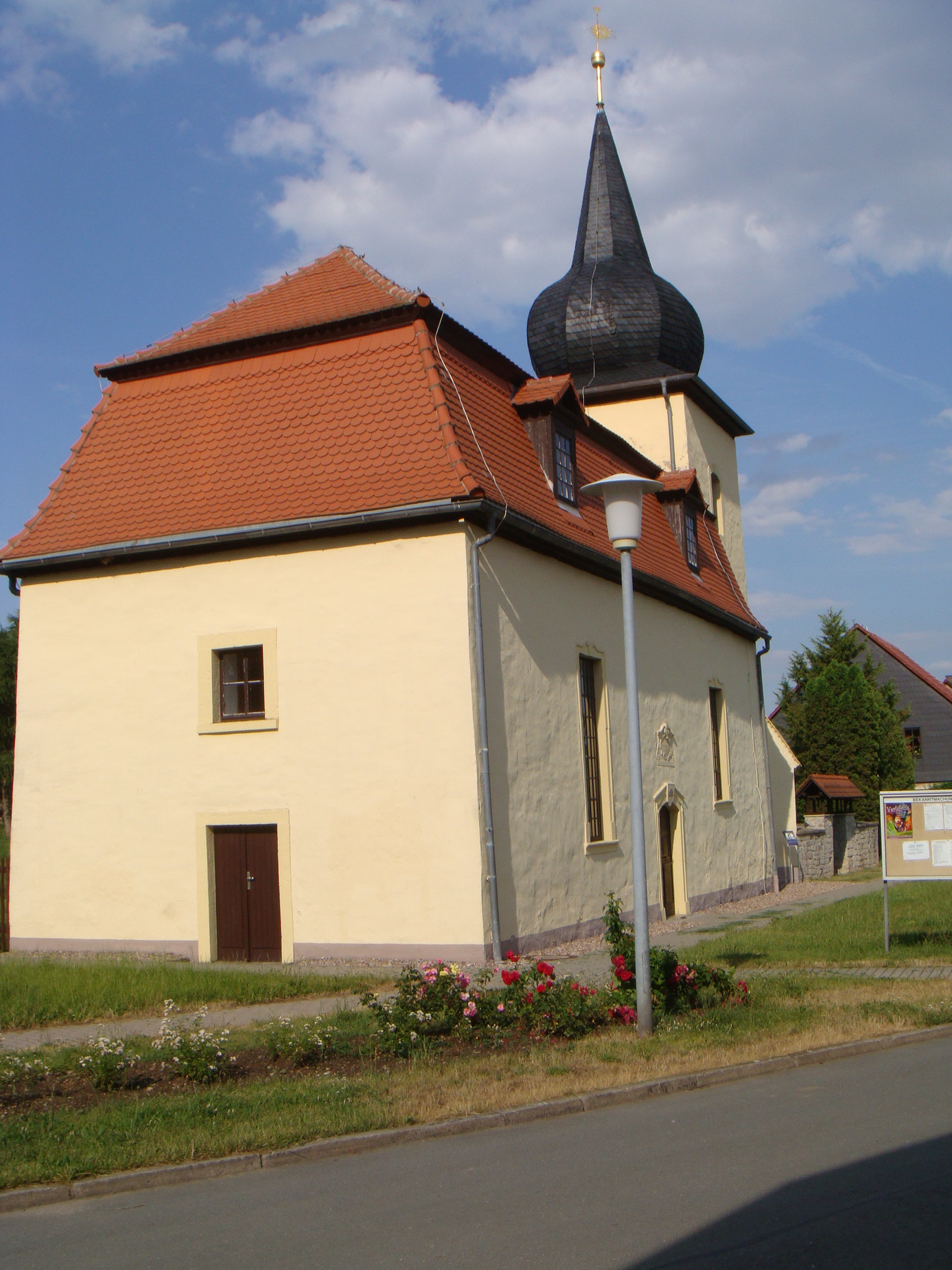
Die Kirche

Die evangelische Dorfkirche Daasdorf a. Berge steht mitten Daasdorf a. Berge im Westen des Landkreises Weimarer Land in Thüringen.

## Geografie und Geschichte
Eine Vorgängerkirche aus dem 13. Jahrhundert an gleicher Stelle wurde 1751 abgerissen. Nach Unterlagen des damaligen Pfarrers beschädigte ein Blitz Dach und Fenster im Jahr 1749 so stark, dass die Dorfkirche abgerissen werden musste.
Der Hauptbau besitzt ein Mansarddach, das turmseitig als Satteldach endet, auf der Altarseite als Walmdach.
Die Chorturmanlage mit Stützpfeilern und schmalen Lichtschlitzen an der Seite ist barock, was eine eingemeißelte Inschrift an der Südseite mit dem Datum 1751 bestätigt.
Ein Gewändestein am Eingang, auch Steine der großen Rechteckfenster sind mit Mustern verziert. Die Kirche ist ein verputzter Werksteinbau aus heimischen Muschelkalk. Türen und Fenster sind aus Berkaer Sandstein.
Der Innenraum ist einheitlich barock gestaltet. Ein großer Kanzelbau steht vor der Trennwand zwischen Kirchenraum und Sakristei im Turmgeschoss. Kanzel und Kanzelkorb stehen zwischen korinthischen Säulen mit Engelsköpfen, Schalldeckel sowie drei Flachbogenöffnungen in zwei Etagen übereinander und einem Aufsatz. Die Holztonne ist bemalt, auch die Holztaufe.

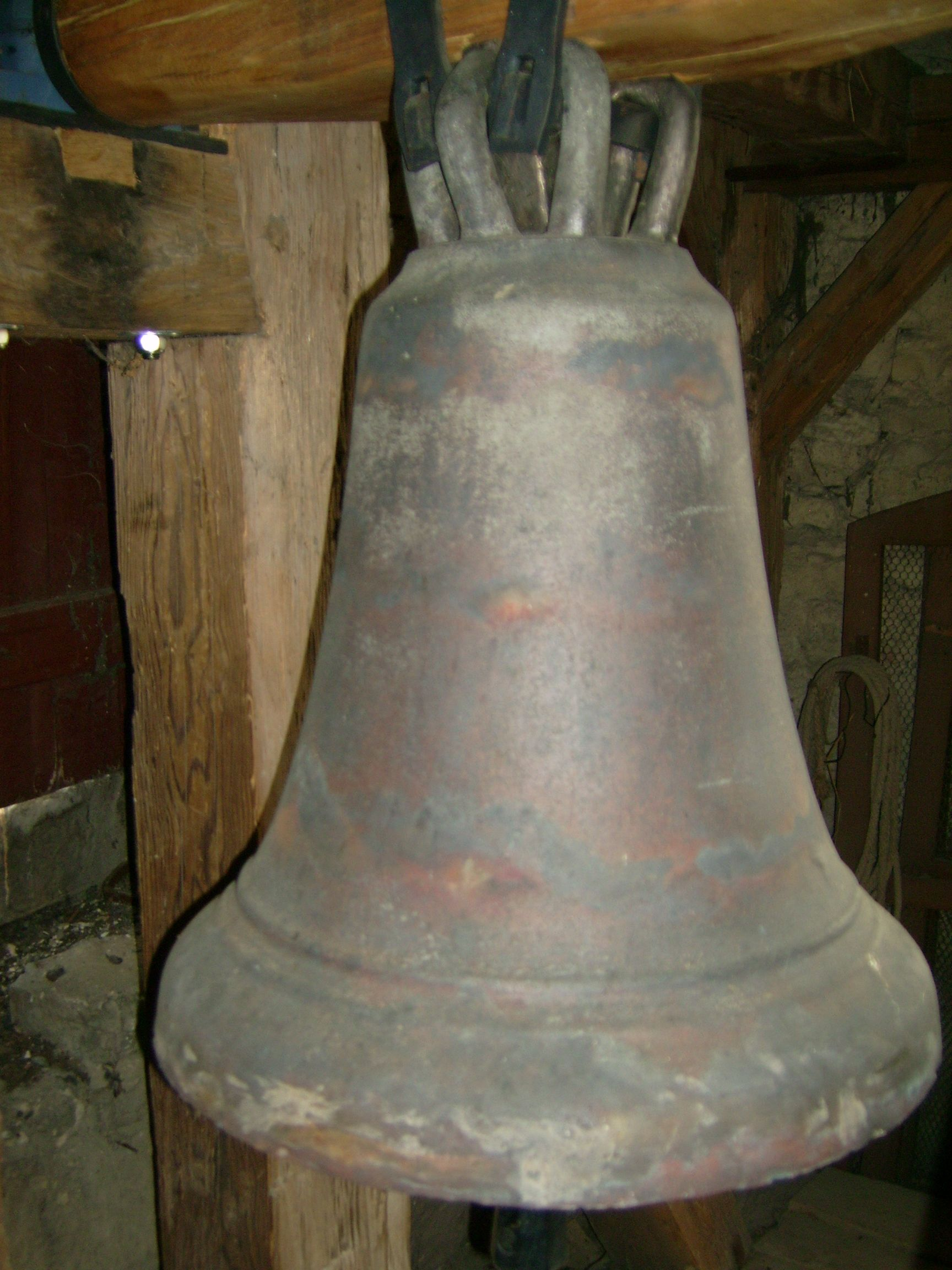
Die Zuckerhutglocke

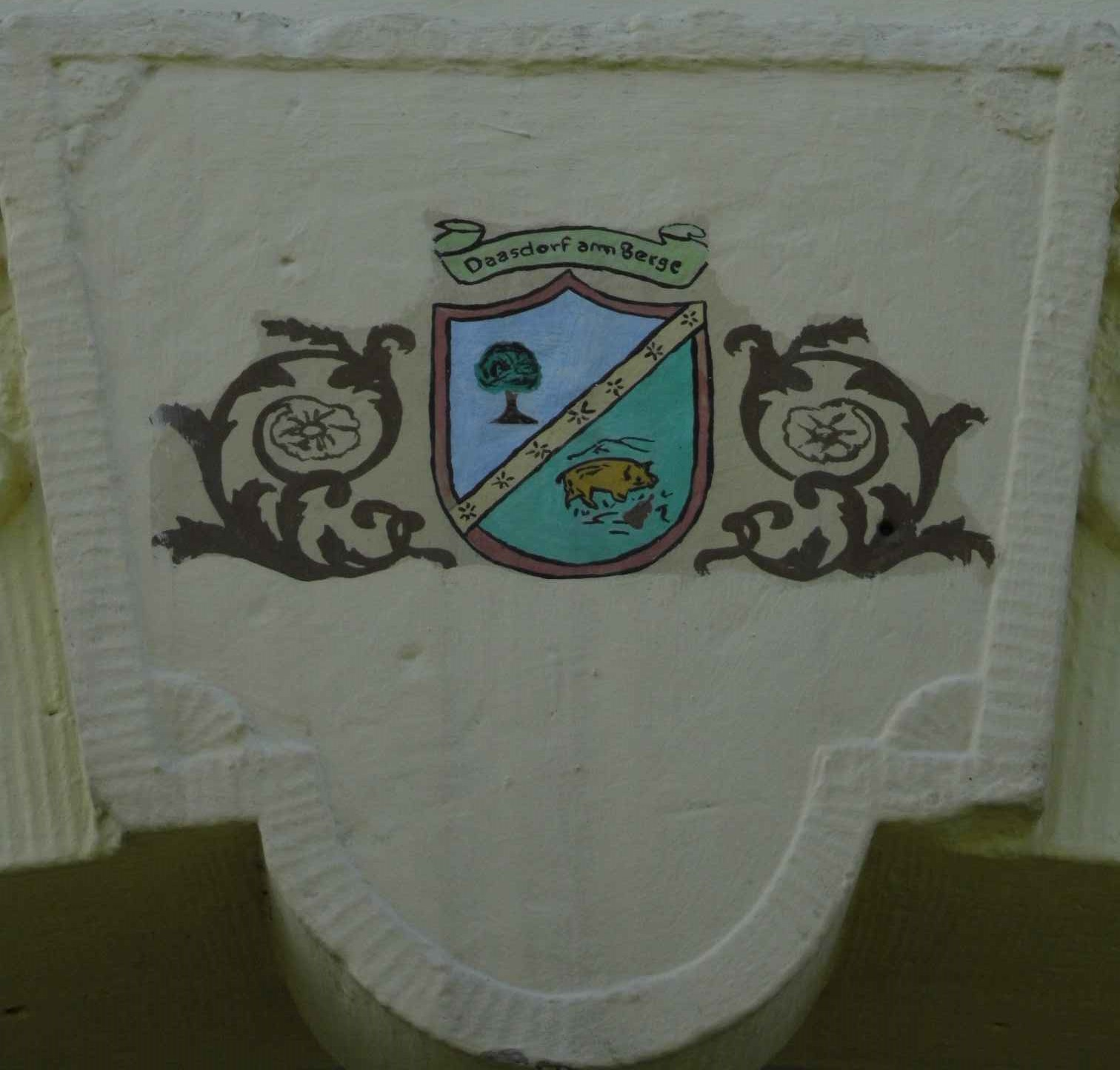
Das Gemeindewappen

## Die Glocken
Das einmalige Glockengeläut mit drei Glocken aus verschiedenen Zeiten war als sogenannte Metallspende des deutschen Volkes im Zweiten Weltkrieg abgebaut, aber nie abgeholt und eingeschmolzen worden. Seit 2011 ist es daher wieder in Gebrauch. Die älteste Glocke aus dem 13. Jahrhundert ist schmal und langgezogen – daher wird sie auch als Zuckerhutglocke bezeichnet. In Deutschland gibt es nur noch wenige Exemplare dieser frühen gotischen Form. Als kleinste Glocke im Geläut der Kirche ist sie vermutlich vor 1250 gegossen worden. Laut Sage soll ein Schwein auf dem Hundsberge im Gelände einer Wüstung in der Erde gebuddelt und die Glocke gefunden haben. Diese Darstellung findet sich auf dem Gemeindesiegel (vgl. Göttern, Großkromsdorf und Tannroda). In Thüringen gibt es ca. 54 derartiger "Schweinesagen". Die Zuckerhutglocke ist 130 Kilogramm schwer. Die größte Glocke des Geläutes wurde 1502 von Heinrich C(Z)ieg(e)ler (Erfurt) gegossen. Sie wiegt 420 Kilogramm. Die mittlere ist unbezeichnet. Wahrscheinlich stammt sie aus dem, späten 14. Jh. oder dem frühen 15. Jh. Sie wiegt 270 Kilogramm.
Über dem Südeingang sind das Gemeindesiegel und das Wappen angebracht, die auf die Glocken-Sage verweisen.

## Die Orgel
1752 ist der Ankauf der Orgel aus Linderbach oder Bindersleben (Erfurt) vermerkt. Das Instrument wurde 1762 umgebaut. Die Prospektpfeifen mussten 1917 abgeliefert werden und wurden auch nicht wieder ersetzt.
Heute wird eine Kleinorgel von Rudolf Böhm (Gotha) zum Gottesdienst genutzt.